# Фридрих фон Хесен-Касел (1747–1837)
Фридрих фон Хесен-Касел (на немски: Friedrich III von Hessen-Kassel; * 11 септември 1747, Касел; † 20 май 1837, Франкфурт на Майн) е принц от Хесен-Касел, генерал и ландграф на Хесен-Румпенхайм, прародител на съществуващата днес фамилия Хесен.

## Биография
Той е най-малкият син на ландграф Фридрих II фон Хесен-Касел (1720 – 1785) и първата му съпруга принцеса Мария от Великобритания (1723 – 1772), дъщеря на крал Джордж II от Великобритания. Брат е на Вилхелм I (1743 – 1821) и Карл (1744 – 1836).
През 1749 г. баща му става в Кьолн католик и майка му се разделя от него. Тя получава с децата си от свекър си като опекун управлението на Графство Ханау-Мюнценберг. При започването на Седемгодишната война ландграфиня Мария изпраща децата си при сестра си, кралица Луиза, в датския двор.
Фридрих учи в кралската военна академия в Копенхаген и в Аархус и през 1769 г. става датски генерал на инфантерията. В края на 1781 г. брат му принц Карл фон Хесен-Касел му продава господарската къща Румпенхайм (днес в Офенбах на Майн), където преди това е живяла майка им. Фридрих я прави своя резидения и я престроява през 1788 г. на дворец.
През 1793 г. той е генерал на кавалерията и губернатор на Маастрихт (1781 – 1794). След това живее най-вече в дворец Румпенхайм (днес в Офенбах на Майн) и в Касел. През 1821 г. той живее в Гота и Хановер.
Фридрих умира на 20 май 1837 г. на 89 години във Франкфурт на Майн, Хесен, Германия.

## Фамилия
Фридрих се жени на 2 декември 1786 г. в Бибрих за принцеса Каролина Поликсена фон Насау-Узинген (4 април 1762 – 17 август 1823), дъщеря на княз Карл Вилхелм фон Насау-Узинген и графиня Каролина Фелицита фон Лайнинген-Дагсбург-Хайдесхайм, дъщеря на Христиан фон Лайнинген-Дагсбург-Фалкенбург. Те имат осем деца:
- Вилхелм (1787 – 1867), ландграф на Хесен-Касел-Румпенхайм, губернатор на Копенхаген

∞ 1810 за принцеса Луиза Шарлота Датска (1789 – 1864)
- Карл Фридрих (1789 – 1802)
- Фридрих Вилхелм (1790 – 1876), губернатор на Люксембург
- Лудвиг Карл (1791 – 1800)
- Георг Карл (1793 – 1881), губернатор на Магдебург и пруски генерал
- Луиза Каролина Мария Фридерика (1794 – 1881)

∞ 1833 граф Георг фон дер Декен (1787 – 1859), хановерски генерал на кавалерията
- Мария Вилхелмина Фредерика (1796 – 1880)

∞ 1817 за велик херцог Георг фон Мекленбург-Щрелиц (1779 – 1860)
- Августа Вилхелмина Луиза (1797 – 1889)

∞ 1818 за Адолфус Фредерик, 1. Duke of Cambridge (1774 – 1850)

## Галерия
- Дворец Румпенхайм (2005)
- Фридрих фон Хесен-Касел-Румпенхайм (1787)